# Funj Chronicle
La Funj Chronicle  (Chronique du Funj)  est une histoire arabe du sultanat de Funj et des premières années de la domination ottomane au Soudan . Elle couvrait à l'origine la période de 1504 à 1838, mais des suites l'étendent à 1871. Il a été traduit en anglais.

## Manuscrits et éditions
La Chronique existe en plusieurs versions. L'original a été rédigé par Shaykh Aḥmad, appelé Kātib al-Shūna, et couvre l'histoire du Funj de 1504 à 1838 (910-1254 H). Il commença son travail avant la  conquête ottomane du Funj en 1820. Deux versions de l'original ont circulé, une première version et une version améliorée, amputée d'une quinzaine de passages. Le premier continuateur fut Shaykh Aḥmad al-Ḥājj Muḥammad Janqāl. En plus de poursuivre la chronique, il a ajouté à l'original quelques passages de son cru.   La recension originale revue est connue par deux manuscrits. Deux autres manuscrits fragmentaires conservent, en partie, le premier brouillon et la première suite.
Une deuxième suite de la Chronique a été écrite par al-Zubayr wad Ḍawwah, qui l'a prolongée jusqu'en 1863 (1280), tout en ajoutant au début du matériel sur la Nubie médiévale tiré d'Ibn Sulaym al-Aswānī par l'intermédiaire d'al-Maqrīzī. La recension finale a été réalisée par Ibrāhīm ʿAbd al-Dāfiʿ. Il a supprimé une grande partie des ajouts d'al-Zubayr au début et a ajouté du matériel sur le père d'al-Zubayr ainsi qu'une notice finale d'al-Amīn Muḥammad al-Ḍarīr qui étend la Chronique jusqu'en 1871 (1288)  Il existe un manuscrit de la version d'al-Zubayr. La recension finale est connue par ses nombreux manuscrits.
Les recensions originales et finales ont été publiées, la première sous le titre Taʾrīkh mulūk al-Sūdān par Makkī Shubayka à Khartoum en 1947 et la seconde sous le nom de Makhṭūṭat Kātib al-Shūna au Caire en 1963.  Harold MacMichael a produit une traduction sommaire de la recension finale en 1922.  Peter Holt a fait une traduction complète. 

## Sources et structure
Le Kātib al-Shūna admet dans son introduction que ses sources sont principalement des anecdotes, souvent contradictoires. Pour la dernière partie de la Chronique, il utilise des histoires de famille et enfin ses propres souvenirs. Il a utilisé deux sources écrites : une liste de rois distincte de celle acquise par James Bruce en 1772 et le Ṭabaqāt de Wad Ḍayfallāh, un dictionnaire biographique des hommes religieux soudanais compilé entre 1753 et 1805.. 
La première partie de la Chronique est basée sur la liste des rois, enrichie d'anecdotes occasionnelles. O'Fahey et Spaulding l'appellent « une liste de rois avec l'ajout d'un certain nombre de commentaires ».  À partir du règne de Bādī IV (1724–1762), elle devient plus complète. À partir de 1203 H (1788/9), la structure basée sur le règne est abandonnée car « le pouvoir des Funj a pris fin et aucune liste n'a été conservée à leur sujet. Leur royauté est devenue une institution coutumière, et la datation du règne passe en réalité au nom des Hamaj ». La Chronique est donc la plus détaillée pour la période de la régence Hamaj . 
La Chronique a une portée géographique étroite, centrée sur le Nil Bleu et la capitale Funj, Sannar. La région à l'ouest du Nil Blanc et les régions septentrionales du ʿAbdallāb et du Jaʿaliyyūn ne sont qu'occasionnellement mentionnées. De même, les Kātib ne connaissaient pas les Khashm al-Baḥr au sud de Sinnār avant la régence de Hamaj. Les Shāyqiyya ne sont pas mentionnés avant l'invasion ottomane. Avec l'arrivée des Ottomans, le champ d'application de la Chronique s'élargit quelque peu. La dernière partie s'articule autour des mandats des gouverneurs-généraux ottomans. 